# Pieve Torina
Pieve Torina là một đô thị ở tỉnh Macerata ở vùng Marche, có vị trí cách khoảng 70 km về phía tây nam của Ancona và khoảng 45 km về phía tây nam của Macerata. Tại thời điểm ngày 31 tháng 12 năm 2004, đô thị này có dân số 1.395 người và diện tích là 74,9 km².
Pieve Torina giáp các đô thị: Fiordimonte, Monte Cavallo, Muccia, Pievebovigliana, Serravalle di Chienti, Ussita, Visso.